# Playing God
Playing God är en film från 1997, regisserad av Andy Wilson. I filmen medverkar David Duchovny, Timothy Hutton och Angelina Jolie.

## Rollista
- David Duchovny som Dr. Eugene Sands
- Timothy Hutton som Raymond Blossom
- Angelina Jolie som Claire
- Michael Massee som Gage
- Peter Stormare som Vladimir
- Andrew Tiernan som Cyril
- Gary Dourdan som Yates
- John Hawkes som Flick
- Will Stewart som Perry
- Philip Moon som Casey
- Pavel Lychnikoff som Andrei
- Tracey Walter som Jim
- Sandra Kinder som Sue
- Bill Rosier som Jerry
- Keone Young som Mr Ksi